# هاريسون كاردوسو
هاريسون كاردوسو ( من مواليد 9 يوليو 1992 في البرازيل) هو لاعب كرة قدم برازيلي لعب سابقاً في نادي كاظمة الكويتي و نادي قلوة السعودي ونادي الساحل ونادي الجبيل.

## روابط خارجية
- هاريسون كاردوسو على موقع قاعدة بيانات كرة القدم.إي يو (الإنجليزية)
- هاريسون كاردوسو على موقع Soccerway.com (الإنجليزية)